# Iwnja
Iwnja (russisch Ивня) ist eine Siedlung städtischen Typs in der Oblast Belgorod (Russland) mit 7933 Einwohnern (Stand 14. Oktober 2010).

## Geographie
Die Siedlung liegt knapp 60 Kilometer Luftlinie nordwestlich des Oblastverwaltungszentrums Belgorod, am Oberlauf des gleichnamigen Flüsschens Iwnja, eines linken Zuflusses des Psjol. Die Bezeichnung von Fluss und Ort geht auf iwa zurück, eine der russischen Bezeichnungen der Silber-Weide.
Iwnja ist Verwaltungszentrum des gleichnamigen Rajons Iwnja.

## Geschichte
Der Ort wurde erstmals 1762 erwähnt. Im 19. Jahrhundert gehörte das Gut dem Sohn des Schriftstellers und Historikers Nikolai Karamsin, später dem Grafen und Generalmajor Nikolai Kleinmichel. In dieser Zeit wurden eine Zuckerfabrik, ein Gestüt, eine Wodkabrennerei und weitere Betriebe errichtet.
Am 30. Juli 1928 wurde Iwnja Verwaltungszentrum eines Rajons. Im Zweiten Weltkrieg war der Ort vom 27. Oktober 1941 bis zum 20. Februar 1943 von der deutschen Wehrmacht besetzt. 1971 erhielt Iwnja den Status einer Siedlung städtischen Typs.

### Bevölkerungsentwicklung
| Jahr | Einwohner |
| ---- | --------- |
| 1939 | 2542      |
| 1959 | 2088      |
| 1970 | 5607      |
| 1979 | 5905      |
| 1989 | 7236      |
| 2002 | 7725      |
| 2010 | 7933      |

Anmerkung: Volkszählungsdaten

## Wirtschaft und Infrastruktur
In Iwnja gibt es Betriebe der Lebensmittelindustrie.
Etwa zehn Kilometer östlich der Siedlung verläuft die föderale Fernstraße M2 von Moskau nach Belgorod und weiter zur ukrainischen Grenze Richtung Charkiw. Dort zweigt eine über Iwnja in den westlichen Teil der Oblast um Rakitnoje führende Regionalstraße ab. Seit 1988 ist Iwnja Endpunkt einer Eisenbahnstrecke (nur Güterverkehr) von Proletarski (Station Gotnja), wo Anschluss an Strecken in Richtung Belgorod und Brjansk sowie Sumy und Charkiw in der Ukraine besteht.